# Cecilia Säverman
Cecilia Säverman är en svensk skådespelare och manusförfattare.

## Biografi
Cecilia Säverman är uppvuxen i Stockholm där hon gick nio år i den engelskspråkiga grundskolan Engelska skolan, och sedan tre år på internationella gymnasiet Viktor Rydberg Odenplans naturvetarlinje. Under sin skoltid tävlade hon i ridning vid Ågesta Ridklubb, spelade och coachade basket vid KFUM/KFUK Söderbasket och dansade på Balettakademien och Danscenter. Efter studenten bytte hon inriktning till statsvetenskap på Uppsala universitets Politices kandidatprogram, innan hon hamnade på sin nuvarande bana som skådespelare. Hon är bland annat utbildad på Skara skolscen och har en magisterexamen från Stockholms konstnärliga högskola (före detta Teaterhögskolan i Stockholm).
Säverman har medverkat i ett flertal teater- och musikalproduktioner. På scen har hon bl.a. synts i uppsättningar som Punkmusikalen på Södra Teatern Kägelbanan, Jesus Christ Superstar på Göta Lejon, Bernardas Hus och Vasadottern på Kulturhuset Stadsteatern och Ö2 Scenkonst och Ankarbarnet, och Seek & Hide på Teater De Vill.
På film och TV har hon bland annat synts i TV4/Cmores omtalade serie Drottningarna där hon spelade Drottning Louise av Nederländerna, som var en av seriens huvudroller. 
Säverman är en av grundarna till humorkvartetten Gycklargruppen Hyckel, vars show Unholy Hyckel blev tvåfaldigt nominerad på Stockholm Fringe Festival 2019. Gruppen har även belönats med Wisby Awards för en performance om samtycke 2015. Säverman skriver gruppens musik, som går att hitta på Spotify. 
Hon är även manusförfattare, och ligger bland annat bakom kortfilmen A Film About Nice Guys (2020), och pjäser som Vasadottern (2020) och Den lyckliga människan 2.0 (2013) samt medförfattare till bland annat Kim och Piratäventyret  och Dramatiserade äventyrsguidningar på Fjäderholmarna. 2015 var hon kreatör i Youtubekollektivet Trädfabriken som skapade humorsketcher.

## Filmografi (i urval)
- 2012 - Vilja, kortfilm
- 2016 - When you are lärare, webbserie[8]
- 2017 - Kannibalkungen kortfilm
- 2019 - I ondskans välde, långfilm
- 2019 - Solen är 5500 grader, kortfilm[9]
- 2019 - Valles Hygglo, webbserie
- 2020 - Inga Lindström - Liebe Verjährt Nicht, långfilm
- 2020 - A film bout nice guys, kortfilm
- 2020 - Globala mål i sikte, webbserie / TV-serie[10]
- 2020 - Drottningarna, TV-serie[11]
- 2020 - Helt perfekt, TV-serie[12]
- 2022 - Black Crab, Film på Netflix
- 2023 - Limbo på Viaplay

## Teater (i urval)
| År   | Produktion                           | Roll                   | Regi                                | Teater                         |
| ---- | ------------------------------------ | ---------------------- | ----------------------------------- | ------------------------------ |
| 2010 | Allt eller inget                     | Gunilla                | Judith Hollander                    | Kolhusteatern                  |
| 2010 | Fanny & Alexander                    | Henrietta & Alma       | Ingemar Carlehed                    | Skara skolscen                 |
| 2010 | Gastabudet                           | Diverse                | L Per E Pettersson                  | Comedy Art Theatre             |
| 2011 | Jakten på den försvunna guldreserven |                        | Maria Hörnelius                     | Karlsborgs fästning            |
| 2011 | Brev från Louise                     | Louise Jacobsson       | Leif Olsson                         | Skövde Riksteaterförening      |
| 2012 | Den lyckliga människan 2.0           | Kvinnan                | Cecilia Säverman & Judith Hollander | Teater Tre, Teater Kaleido     |
| 2012 | Jesus Christ Superstar               | Ensemble               | Ronny Danielsson                    | Göta Lejon                     |
| 2014 | The Greek & Rock Thing               | Klytaimestra           | Pia Olby & Karin Rudfeldt           | Stockholms dramatiska högskola |
| 2014 | Kim och Piratäventyret               | Kim                    | Judith Hollander med Teater Kaleido | Fjäderholmsteaterns lilla scen |
| 2014 | Punkmusikalen                        | Cecilia                | Sanni Breisch                       | Södra Teatern                  |
| 2015 | Psykomania                           | Sara                   | Catta Neuding                       | Pygméteatern                   |
| 2015 | Ankarbarnet                          | Anastacia/ Nadine      | Judit Benedek                       | Teater De Vill                 |
| 2015 | Romeo & Romeo                        | Benvolia & Fru Caputin | Catta Neuding                       | Teater Brunnsgatan 4           |
| 2016 | Identitet Elev                       | Sofia                  | Johan Bössman                       | Teater De Vill                 |
| 2017 | Minns du Zenobia                     | Lise Meitner           | Siri B Bengtén                      | Altitudteatern                 |
| 2017 | Seek & Hide                          | Hannah                 | Johan Bössman                       | Teater De Vill                 |
| 2018 | Mitt och ditt och mitt               | Haralsson              | Judit Benedek                       | Teater De Vill                 |
| 2018 | Bernardas Hus                        | Adela                  | Franciska Löfgren                   | Teater Norra, Ö2 Scenkonst     |
| 2020 | Det sista skriket                    | Naima                  | Sebastian Edberg                    | Roslagsteatern                 |
| 2020 | Vasadottern                          | Cecilia Vasa           | Judith Hollander                    | Teater Kaleido/ Ö2 Scenkonst   |

## Utmärkelser och stipendier
- 2021 tilldelades Säverman Stockholms stads kulturstipendium.[13]
- 2005 tilldelades Säverman Emerichfondens stipendium "Vad kan vi lära av historien"
- 2005 tilldelades Säverman Zonta Internationals stipendium för sitt arbete för att främja jämställdhet hos unga tjejer.[14]